# Ewijk
Ewijk (51° 52′ N, 5° 44′ L) é uma cidade dos Países Baixos, na província de Guéldria. Ewijk pertence ao município de Beuningen, e está situada a 7 km, a norte de Wijchen.
Em 2001, a cidade de Ewijk tinha 2853 habitantes. A área urbana da cidade é de 0.63 km², e tem 1072 residências. 
A área de Ewijk, que também inclui as partes periféricas da cidade, bem como a zona rural circundante, tem uma população estimada em 3620 habitantes.